# Trashes the World
Alice Cooper Trashes the World es un vídeo de Alice Cooper, lanzado en formato VHS en 1990 y en formato DVD en el 2004.
El concierto fue firmado en Birmingham, Inglaterra, en diciembre de 1989, durante la gira en soporte del álbum Trash.

## Lista de canciones
1. "Trash"
2. "Billion Dollar Babies"
3. "I'm Eighteen"
4. "I'm Your Gun"
5. "Desperado"
6. "House of Fire"
7. "No More Mr. Nice Guy"
8. "This Maniac's in Love with You"
9. "Steven"
10. "Welcome to My Nightmare"
11. "Ballad of Dwight Fry"
12. "Gutter Cats Vs The Jets"
13. "Only Women Bleed"
14. "I Love the Dead"
15. "Poison"
16. "Muscle of Love"
17. "Spark in the Dark"
18. "Bed of Nails"
19. "School's Out"
20. "Under My Wheels"
21. "Only My Heart Talkin'" (créditos de cierre)

## Créditos
- Alice Cooper - voz
- Al Pitrelli - guitarra
- Pete Friesen - guitarra
- Derek Sherinian - teclados
- Tommy Caradonna - bajo
- Jonathan Mover - batería
- Devon Meade - coros